# Croton timandroides
Croton timandroides är en törelväxtart som först beskrevs av Ferdinand Didrichsen, och fick sitt nu gällande namn av Johannes Müller Argoviensis. Croton timandroides ingår i släktet Croton och familjen törelväxter. Inga underarter finns listade i Catalogue of Life.